# Misty Hyman
Misty Dawn Marie Hyman (* 23. März 1979 in Mesa, Arizona) ist eine ehemalige US-amerikanische Schwimmerin.
Bei den Olympischen Spielen 2000 in Sydney wurde sie sensationell über 200 m Schmetterling Olympiasiegerin vor der Favoritin "Madame Butterfly" Susie O’Neill. Diesen Triumph konnte sie später nicht mehr bestätigen und trat nach der missglückten Qualifikation für die Olympischen Spiele 2004 in Athen vom Schwimmsport zurück.
| Personendaten    | Personendaten                                |
| ---------------- | -------------------------------------------- |
| NAME             | Hyman, Misty                                 |
| ALTERNATIVNAMEN  | Hyman, Misty Dawn Marie (vollständiger Name) |
| KURZBESCHREIBUNG | US-amerikanische Schwimmerin                 |
| GEBURTSDATUM     | 23. März 1979                                |
| GEBURTSORT       | Mesa, Arizona, USA                           |